# La bambina in azzurro
Bambina in azzurro è un dipinto a olio su tela (116 x73 cm) realizzato nel 1918 dal pittore italiano Amedeo Modigliani.
Fa parte di una collezione privata  ed è stata esposta eccezionalmente nel Museo della città di Livorno tra il 07/11/2019 ed il 16/02/2020 in occasione della mostra tenutasi per celebrare il centenario dalla sua scomparsa. Sembra che il dipinto sia stato eseguito poco prima che Modigliani partisse per Nizza.

## Descrizione
È uno dei rari dipinti di Modigliani in cui il soggetto è rappresentato a figura piena, nella totale interezza. Si notano subito le pupille di un azzurro acceso, a capocchia di spillo, che danno un senso quasi ipnotico. I tratti del viso e delle mani della bambina appaiono estremamente curati e dettagliati, mentre il vestito e il pavimento sono rappresentati in maniera molto meno particolareggiata. Sono presenti molti rimandi cromatici tra l'alto e il basso del dipinto, come il colore degli stivali della bambina che va a raccordarsi con il colore dei capelli.
Nel dipinto è raffigurata una bambina dal viso inclinato verso destra. Lei porta una capigliatura sobria con i capelli tirati in alto e solo qualche ciuffo sopra la fronte. La protagonista ha uno sguardo timido e un po’ impacciato. Indossa un abito azzurro decorato con un colletto bianco. Ai piedi calza alti stivaletti che arrivano fino ai polpacci. La piccola protagonista del ritratto è in posizione eretta al centro del dipinto e assume una posa un po' rigida tenendosi le mani educatamente. Infine il pavimento è composto da piastrelle sconnesse di colore marrone. Le due pareti chiare s’incontrano nello spigolo che si trova dietro la protagonista. Infine l’ombra della sua figura si proietta sulla parete e sul pavimento a destra dell’osservatore.